# Regiones para el desarrollo económico y social

Las cuatro regiones en que se agrupaban las provincias argentinas antes de 2012. La provincia de Buenos Aires y la Ciudad Autónoma de Buenos Aires, en amarillo, no integran ninguna región

Las regiones para el desarrollo económico y social o simplemente regiones, son entidades de coordinación formalmente constituidas en Argentina por tratados interprovinciales, que agrupan a un número de provincias que acceden voluntariamente. Entre sus principales objetivos está la mejora en la ejecución de políticas públicas, de la administración de los recursos económicos, y el favorecimiento del desarrollo económico y social de las provincias que las integran. La conformación de una región puede responder a aspectos históricos, geográficos, económicos, sociales, culturales y políticos, no existiendo ningún criterio establecido para su conformación.

## Las regiones en la constitución nacional
Las regiones fueron previstas en la reforma de la constitución nacional de 1994:

Artículo 124. Las provincias podrán crear regiones para el desarrollo económico y social y establecer órganos con facultades para el cumplimiento de sus fines y podrán también celebrar convenios internacionales en tanto no sean incompatibles con la política exterior de la Nación y no afecten las facultades delegadas al Gobierno federal o el crédito público de la Nación; con conocimiento del Congreso Nacional. La ciudad de Buenos Aires tendrá el régimen que se establezca a tal efecto. Corresponde a las provincias el dominio originario de los recursos naturales existentes en su territorio.

Son mencionadas también en el artículo 75, señalando que corresponde al Congreso:

Inciso 19. (...) Proveer al crecimiento armónico de la Nación y al poblamiento de su territorio; promover políticas diferenciadas que tiendan a equilibrar el desigual desarrollo relativo de provincias y regiones. Para estas iniciativas, el Senado será Cámara de origen.

Si bien las regiones tienen rango constitucional, no son entidades integrantes del sistema federal argentino, pues el artículo n.º 126 de la constitución nacional prohíbe a las provincias celebrar tratados parciales de carácter político, de tal manera que no pueden constituir un nuevo nivel de gobierno político. Las regiones son creadas por voluntad de las provincias, sin modificar ni limitar la autonomía provincial y sin intervención del Estado nacional, aunque el artículo n.º 124 ordena que su conformación sea con conocimiento del Congreso Nacional. El artículo n.º 125 reitera esta obligación de dar conocimiento al decir: Las provincias pueden celebrar tratados parciales para fines de administración de justicia, de intereses económicos y trabajos de utilidad común, con conocimiento del Congreso Federal. La Corte Suprema de Justicia de la Nación ha expresado en fallos que el sistema federal argentino está conformado por sujetos políticos de existencia necesaria o inexorable, los cuales están identificados y regulados por la Constitución Nacional (el Estado Nacional, las provincias, la Ciudad Autónoma de Buenos Aires y los municipios) y otros sujetos políticos de existencia posible o eventual, ya que su existencia depende de la voluntad de los sujetos políticos inexorables, el principal de los cuales son las regiones.
La constitución no impide a una provincia pertenecer a más de una región ni tampoco la obliga a integrar una. Las 23 provincias están constitucionalmente habilitadas a firmar tratados para establecer regiones, pero para la ciudad de Buenos Aires la constitución nacional expresa que tendrá el régimen que se establezca a tal efecto, por lo que corresponde al Congreso Nacional legislar sobre ello.

## Regiones existentes
|   | Región                 | Pob. (2022) | Sup. (km²) | Dens.Pob. (hab/km²) |
| - | ---------------------- | ----------- | ---------- | ------------------- |
| 1 | Norte Grande Argentino | 10.037.521  | 759.883    | 13,2                |
| 2 | Nuevo Cuyo             | 3.373.672   | 404.906    | 8,3                 |
| 3 | Centro                 | 8.961.932   | 377.109    | 23,7                |
| 4 | Patagonia              | 2.981.913   | 930.638    | 3,2                 |

Mapa de las regiones

La provincia de Buenos Aires es la única provincia que no ha firmado la incorporación a una región.

## Regiones establecidas en el marco del artículo n.º 124 de la Constitución nacional
Existen tres regiones conformadas por tratados posteriores a la reforma constitucional de 1994, que han sido establecidas específicamente en el marco del artículo n.º 124 de la Constitución nacional y han cumplido con la prescripción de dar conocimiento del Congreso Nacional sobre su creación. Las tres han sido puestas en vigencia al ser ratificados los tratados por las legislaturas provinciales.

### Región de la Patagonia
La Región de la Patagonia fue creada por el Tratado Fundacional de la Región de la Patagonia del 26 de junio de 1996, y está formada por seis provincias: Chubut, Neuquén, La Pampa, Río Negro, Santa Cruz y Tierra del Fuego, Antártida e Islas del Atlántico Sur (930 638 km², excluyendo la Antártida Argentina e Islas del Atlántico Sur). El tratado fue ratificado por las legislaturas de La Pampa (1996) Chubut (1996), Santa Cruz (1996), Tierra del Fuego (1996), Neuquén (1996) y Río Negro (2007).
La conducción política de la región reside en la asamblea de gobernadores, integrada por los gobernadores de las provincias firmantes. El tratado reconoce la existencia previa del Parlamento Patagónico, que fue creado el 1 de noviembre de 1991 como instancia de debate legislativo formado por todos los legisladores provinciales de las provincias patagónicas. El tratado no tiene la previsión de incorporación de nuevas provincias a la región.
| Provincia                                             | CPA | Pob. (2022) | Sup. (km²)  | Capital      | Bandera |
| ----------------------------------------------------- | --- | ----------- | ----------- | ------------ | ------- |
| Río Negro                                             | R   | 762.067     | 203 013     | Viedma       |         |
| Neuquén                                               | Q   | 726.590     | 94 078      | Neuquén      |         |
| Chubut                                                | U   | 603.120     | 224 686     | Rawson       |         |
| La Pampa                                              | L   | 366.022     | 143 440     | Santa Rosa   |         |
| Santa Cruz                                            | Z   | 333.473     | 243 943     | Río Gallegos |         |
| Tierra del Fuego, Antártida e Islas del Atlántico Sur | V   | 190.641     | 21 571 (1)  | Ushuaia      |         |
| Total                                                 | -   | 2.981.913   | 930 638 (2) | -            | -       |

(1) Si se incluyen a la Antártida Argentina e Islas del Atlántico Sur, 1.002.445 km².

(2) Si se incluyen a la Antártida Argentina e Islas del Atlántico Sur, 1.911.605 km².

El tratado fundacional menciona la existencia de dos subregiones: Patagonia Norte y Patagonia Sur, sin especificar qué provincias integran cada una.

### Región Centro
La Región Centro fue creada por el Tratado de Integración Regional entre las Provincias de Córdoba y de Santa Fe del 15 de agosto de 1998, firmado entre las provincias de Córdoba y Santa Fe. La provincia de Entre Ríos se incorporó el 6 de abril de 1999 mediante el Acta de Integración de la Provincia de Entre Ríos al Tratado de Integración Regional de las Provincias de Santa Fe y Córdoba, con lo que supone una superficie total de 377 109 km². El tratado fue aprobado por las legislaturas de Córdoba (1998), Santa Fe (1998) y Entre Ríos (2004).
El órgano máximo de decisión ejecutiva es la asamblea de gobernadores, integrada por los gobernadores de las provincias firmantes. El comité ejecutivo integrado por los ministros de las provincias es el organismo de implementación de las políticas regionales. La instancia deliberativa con carácter consultivo, deliberativo y de formulación de propuestas, es la comisión parlamentaria conjunta, integrada por los legisladores de cada una de las provincias elegidos por las respectivas cámaras legislativas con representación de las minorías. El organismo de coordinación es la secretaría administrativa, integrada por un funcionario en representación de cada provincia y cuya sede es rotativa cada año entre las mismas. La ampliación de la región con otras provincias se da por invitación de la asamblea de gobernadores.
| Provincia  | CPA | Pob. (2022) | Sup. (km²) | Capital                  | Bandera |
| ---------- | --- | ----------- | ---------- | ------------------------ | ------- |
| Córdoba    | X   | 3.978.984   | 168 766    | Córdoba                  |         |
| Santa Fe   | S   | 3.556.522   | 133 007    | Santa Fe de la Vera Cruz |         |
| Entre Ríos | E   | 1.426.426   | 78 781     | Paraná                   |         |
| Total      | -   | 8.961.932   | 377 109    | -                        | -       |

### Región del Norte Grande
Con una superficie de 759 883 km², la Región del Norte Grande Argentino fue creada por el Tratado Parcial Interprovincial de Creación de la Región del Norte Grande Argentino (NOA-NEA) del 9 de abril de 1999, firmado por nueve provincias. Aunque el tratado de prevé la incorporación de más provincias, La Rioja se integró en 2012 como décimo integrante. El tratado fue ratificado por las legislaturas de Chaco (1999), Santiago del Estero (1999), Jujuy (2000), Salta (2000), Misiones (2001), Corrientes (2003) y Tucumán (2020). No fue ratificado aún por las legislaturas de Formosa, Catamarca y La Rioja, pero entró en vigencia en 2001 al alcanzar la quinta ratificación. La incorporación automática formal a la región se dio posteriormente para las provincias de Corrientes y de Tucumán al ratificar el tratado, mientras que las tres que no lo ratificaron integran la región de manera precaria.
El órgano rector de la región con funciones administrativas es el consejo regional del Norte Grande, que está integrado por la asamblea de gobernadores (autoridad superior integrada por los gobernadores de todas las provincias de la región), la junta ejecutiva (con funciones ejecutivas de los actos administrativos, integrado por un ministro designado por cada provincia) y el comité coordinador (integrado por cuatro miembros de la junta ejecutiva, dos del NOA y dos del NEA).
La región completa está formada por diez provincias, distribuidas en dos subdivisiones: 
- Noroeste argentino (NOA); Catamarca, Jujuy, Salta, Santiago del Estero, Tucumán y La Rioja.

- Nordeste argentino (NEA); Chaco, Corrientes, Formosa y Misiones.

Esta región tiene como antecedente el Tratado de Integración del Norte Grande Argentino suscripto el 15 de mayo de 1987 por los gobernadores de las provincias de Catamarca, Corrientes, Chaco, Formosa, Jujuy, Misiones, Santiago del Estero, Salta y Tucumán.
| Provincia           | CPA | Pob. (2022) | Sup. (km²) | Capital                             | Bandera           |
| ------------------- | --- | ----------- | ---------- | ----------------------------------- | ----------------- |
| Tucumán             | T   | 2.003.186   | 22 524     | San Miguel de Tucumán               |                   |
| Salta               | A   | 1.440.672   | 155 424    | Salta                               |                   |
| Misiones            | N   | 1.280.960   | 29 801     | Posadas                             |                   |
| Corrientes          | W   | 1.197.553   | 88 199     | Corrientes                          |                   |
| Chaco               | H   | 1.142.963   | 99 633     | Resistencia                         | Bandera del Chaco |
| Santiago del Estero | G   | 1.054.028   | 136 351    | Santiago del Estero                 |                   |
| Jujuy               | Y   | 797.955     | 53 219     | San Salvador de Jujuy               |                   |
| Formosa             | P   | 606.041     | 72 066     | Formosa                             |                   |
| Catamarca           | K   | 429.556     | 102 602    | San Fernando del Valle de Catamarca |                   |
| La Rioja            | F   | 384.607     | 89 624     | La Rioja                            |                   |
| Total               | -   | 10.037.521  | 759 883    | -                                   | -                 |

## Región establecida fuera del marco del artículo n.º 124 de la Constitución nacional
La Región del Nuevo Cuyo fue creada por el Tratado de Integración Económica del Nuevo Cuyo del 22 de enero de 1988, que fue ratificado ese mismo año por las legislaturas de las provincias de Mendoza, San Juan, San Luis y La Rioja. Debido a que el tratado es previo a la reforma constitucional de 1994, no fue firmado en el marco del artículo n.º 124 de la constitución argentina, por lo que constitucionalmente el Nuevo Cuyo no constituye una región para el desarrollo económico y social mientras tanto no se explicite en un nuevo tratado y se de conocimiento al Congreso nacional.
Desde la salida de la provincia de La Rioja en julio de 2012 la región está formada por tres provincias: Mendoza, San Juan y San Luis (404 906 km²). Si bien el tratado utilizó en su título el nombre Nuevo Cuyo como ampliación de la histórica región de Cuyo con la incorporación de La Rioja, al abandonar esta provincia la región el nombre ha perdido significado y se ha reforzado el uso del nombre región de Cuyo sin que formalmente haya sido cambiado el primero.
La instancia máxima de decisión de la región es la asamblea de gobernadores conformada por los tres gobernadores provinciales. La asamblea es asistida por el comité ejecutivo integrado por los ministros de Economía de las provincias de San Juan y de Mendoza y el ministro de Hacienda y Obras Públicas de San Luis.
| Provincia | CPA | Pob. (2022) | Sup. (km²) | Capital  | Bandera |
| --------- | --- | ----------- | ---------- | -------- | ------- |
| Mendoza   | M   | 2.014.533   | 148 827    | Mendoza  |         |
| San Juan  | J   | 818.234     | 89 651     | San Juan |         |
| San Luis  | D   | 540.905     | 76 748     | San Luis |         |
| Total     | -   | 3.373.672   | 404 906    | -        | -       |